# Turbo Esprit
Turbo Esprit est un jeu vidéo de combat motorisé édité en 1986 par Durell Software Ltd sur  ZX Spectrum, Commodore 64 et Amstrad CPC.
Le jeu est basé sur la conduite de véhicules de la marque, à l'époque, anglaise Lotus.